# Albert Brisbane
Albert Brisbane (1809-1890) fue un reformador social estadounidense, considerado un precursor del movimiento cooperativista. Nació en Batavia, Nueva York, Estados Unidos. De familia acaudalada, en 1828 viajó a Europa y tomó contacto con algunos de los principales ideólogos reformistas de la época, François Guizot, Hegel y Charles Fourier. 
Con Fourier estudió durante dos años tras lo cual, en 1834, regresó a Estados Unidos y se convirtió en el principal difusor de sus obras, principalmente a través de su libro El Destino Social del Hombre de 1840 y sus columnas en el diario New York Tribune de Nueva York, cuyo editor, Horace Greeley, favorablemente impresionado de sus ideas le asignó una columna semanal. Junto con Victor Considerant fundó el Falansterio "La Reunión " y un periódico, The Phalanx. Alcanzó una considerable influencia entre sus compatriotas, llegando a organizarse varias Asociaciones e incluso comunidades (Brook Farm) inspiradas en el fourierismo.
Brisbane fue defensor de la Homestead Act (Acta de las Casas y Tierras Adyacentes), dictada en 1862 en plena Guerra Civil, por la que a las familias se les daba 65 hectáreas de tierra gratis, con el compromiso de cultivarlas por cinco años. Lo perverso fue que las tierras entregadas eran en general habitadas por tribus indias, por lo que fue motivo de nuevas matanzas y desplazamiento de indios.
Murió en Richmond, Virginia, el 1 de mayo de 1890.
- Datos: Q2830991
- Multimedia: Albert Brisbane / Q2830991